# Parco nazionale di Kavir
Il parco nazionale di Kavir è una zona ecologica protetta dell'Iran settentrionale. Occupa un'area di 4000 km². Si trova 120 km a sud di Teheran e 100 km a est di Qom, ed è situato nell'angolo occidentale di uno dei due maggiori deserti dell'Iran, il Dasht-e Kavir (Gran Deserto Salato). Quasi al centro del parco si trova il Siahkuh (Montagna Nera), una grande roccia affiorante di forma semicircolare.

## Morfologia
Il parco comprende zone di deserto e steppa, e viene talvolta chiamato la «Piccola Africa» per la sua fauna selvatica che ricorda quella dei safari, tra i cui rappresentanti spiccano specie native di capre (Capra aegagrus) e pecore (Ovis orientalis), iene striate, lupi, gazzelle, rari ghepardi asiatici e leopardi persiani. Generalmente, l'area riceve circa 150 mm di pioggia all'anno, in particolare tra novembre e maggio. La vegetazione della regione è adattata alla siccità e ai suoli salati. Per trattenere l'acqua e proteggersi dagli animali erbivori, alcune piante hanno sviluppato foglie spinose, proprio come molti alberi e arbusti spinosi dei deserti africani.
Il lago Namak (Lago Salato) è situato immediatamente fuori dai confini del parco. Si tratta in realtà di una palude salata, e le acque fluiscono nel lago giungendo da nord attraverso il fiume Qom, che scorre anche attraverso la parte settentrionale del parco nazionale di Kavir. Il Qom è uno dei pochissimi fiumi permanenti della vasta distesa desertica dell'Iran. Il parco nazionale di Kavir è situato nella provincia di Semnan e ricopre un'area di 440.000 ettari.

## Problemi ambientali
Le autorità locali considerano la forza lavorativa insufficiente, l'eccessivo utilizzo dei pascoli da parte del bestiame domestico e la caccia illegale i principali problemi che il parco deve fronteggiare. Nonostante esso sia molto esteso, vi lavorano solamente 30 guardaparco, male equipaggiati e con un salario esiguo. Uno sguardo più dettagliato, tuttavia, rivela che vi sono problemi più gravi di quelli elencati dalle autorità.
In primo luogo, si teme che i principali progetti petroliferi in fase di attuazione nel parco trasformino alla fine l'area in una distesa di sale. L'area viene inoltre utilizzata di frequente per le esercitazioni militari. Nel parco si tengono talvolta corse automobilistiche, che, assieme alle esercitazioni militari, hanno spinto molte specie animali uniche, quali l'onagro persiano e il ghepardo asiatico, ad allontanarsi dalla zona, non sentendosi più al sicuro.